# Pieter de Riemer
Pieter de Riemer (Den Haag, 22 oktober 1769 - aldaar, 28 april 1831) was een Nederlands hoogleraar in de anatomie, chirurgie en verloskunde. Hij was in 1818 de eerste wetenschapper die de vriescoupe-techniek toepaste voor de diagnose van ziek weefsel. De door hem bijeengebrachte collectie anatomische preparaten is sinds 1831 ondergebracht bij de Rijksuniversiteit Groningen, later bij het Universiteitsmuseum van Groningen.

## Levensloop
De ouders van Pieter de Riemer waren Frans de Riemer en Elisabeth Fischer. De Riemer kreeg al in 1782 lessen in chirurgie van Carel Verwoert en hij heeft van 1792-1795 gestudeerd onder de hoogleraar Jan Bleuland aan de Universiteiten van Harderwijk en Utrecht. Hij heeft in die tijd Bleuland ook geassisteerd bij het maken van anatomische preparaten. In 1796 ging De Riemer naar Duisburg, waar hij het kandidaatsexamen geneeskunde aflegde en promoveerde op een Dissertatio de Ganglio.
Hierna vestigde De Riemer zich in Den Haag als arts. Hij was daarnaast werkzaam als docent "ontleed- en natuurkunde van de mens". In 1804 werd hij lector in de ontleed- en heelkunde en in 1805 tevens als lector in de verloskunde. In 1810 werd hij stadsheelmeester van Den Haag en slaagde hij voor het examen vroedmeester. In 1812 werd De Riemer hoogleraar in de ontleed-, heel- en verloskunde. In 1813 werd hij "directeur-generaal der geneeskundige uitoefening bij het militaire wezen" en enige tijd later lid van het geneeskundig bestuur over het leger. In 1814 werd hij benoemd tot "consulentchirurgijn des konings" (Willem I). Hij legde gedurende zijn loopbaan een grote verzameling anatomische en fysiologische preparaten aan die nog bij zijn leven werd aangekocht door Koning Willem I. Deze verzameling die uit ruim 900 preparaten bestaat, werd in 1831 geschonken aan de Hoogeschool van Groningen. De verzameling is later ondergebracht bij het Universiteitsmuseum van Groningen. De Riemer was niet de eerste die preparaten fixeerde, maar hij was in 1818 wel de eerste die de vriescoupe-techniek (Eng: Frozen Section Technique of FS-technique) gebruikte voor de diagnose van ziek weefsel.
Vanaf 1819 was hij president der geneeskundige commissie van Den Haag en hij werd in 1819 tevens gekozen tot lid van de gemeenteraad van Den Haag.
Hij was van 1799 tot 1814 gehuwd met Helena Roelofs en is na Helena's dood in 1814 hertrouwd met zijn schoonzus Elisabeth Roelofs.

## Publicaties
- Pieter de Riemer, Dissertatio Inauguralis Medica De Ganglio, Duisburgi: Typis Viduae Benthonianae 1796 digital
- P. de Riemer, Afbeeldingen van de juiste plaatsing der inwendige deelen van het menschelijk lichaam, zoo met opzicht tot derzelver ligging als ten aanzien hunner bepaalde aanraking tegen de wanden der holligheden waarin zij zich bevinden met beschr. in het Nederd. en Fransch, Den Haag 1818 / Rotterdam, 1823
- E.J. van Maanen & P. de Riemer, Beredeneerde beschrijving van het Museum Anatomica-Physiologicum van P. de Riemer, Rotterdam: Wed. J. Allart 1831